# 트론 (해커)
트론(Tron, 1972년 6월 8일-1998년 10월, 본명 보리스 플로리치치(Boris Floricic))은 독일의 해커이다. 유료 방송 및 전화 카드 등에 사용하는 상업적 암호화 및 인증 시스템 공격으로 알려져 있다. 1997년에 작성한 디플롬 졸업 논문의 주제는 음성 통화의 비화 시스템 개발이며, 크립토폰(Cryptophon)을 통해서 논문에서 제안한 시스템을 구현했다. 크립토폰을 계속 개발하여 인터넷에서도 사용할 수 있는 크립트론(Cryptron)을 개발할 계획이 있었으나, 그가 요절하면서 계획은 실현되지 못했다. 공식적인 사인은 자살이지만 자살을 둘러싼 배경은 여러 가설로만 존재한다.

## 생애 초기
트론은 베를린 남쪽 그로피우스슈타트에서 어머니 아래에서 초기 생애를 보냈다. 학교 재학 시기에도 기술 과목에 호기심이 강했다.
10학년 수료 후 베를린 공과대학교에서 전자통신 기술 직업훈련을 받았다. 예정보다 빠르게 수료한 후 베를린 게준트브루넨에 있는 통신기술 전문학교(Oberstufenzentrum Nachrichtentechnik)에서 전문대학 입학 자격(Fachhochschulreife)을 취득했다. 그 후 베를린 기술 전문대학(현재의 베를린 보이트 기술대학교)에 입학하여 전자공학과 컴퓨터 공학을 수학했다.
학업 과정의 일부로 전자 보안 솔루션 회사에서 실습 학기를 진행한 후 1997년/1998년 겨울학기에 졸업했다. 졸업 논문의 주제는 암호화 기능이 내장된 ISDN 전화기 크립토폰(Cryptophon)이었다. 다른 학생이 구현할 예정이었던 부분이 건강상의 이유로 제 때 완료되지 못해서 실제 제품 완성으로는 이어지지 못했다. 그럼에도 불구하고 원래 계획되었던 암호화 구성 요소 이상의 작업을 완료했다. 학업을 마친 후에도 학위 논문으로 계획한 크립토폰의 발전은 계속되었다.

## 관심 분야
트론의 관심 분야는 다양한 전자식 보안 시스템이었다. 특히 독일의 전화카드 및 유료 방송 시스템에 관심을 가지고 있었다. 연구 개발의 일부로 다른 해커 및 과학자와 지식을 교류했다.
1995년 비공개 유료 방송 시스템 해커 그룹인 tv-crypt 메일링 리스트에 남긴 소개에서 관심사로 마이크로프로세서, 프로그래밍 언어, 다양한 전자 제품, 디지털 라디오 및 데이터 전송, 보안 시스템 크래킹을 꼽았다. 또한 스마트카드 에뮬레이터를 통해서 영국의 유료 방송 시스템의 시청 제한을 해제했고 당시 독일의 유료 방송사였던 Premiere(현재의 Sky Deutschland)에서 사용한 Nagravision/Syster의 암호화를 해제했다고 주장했다.

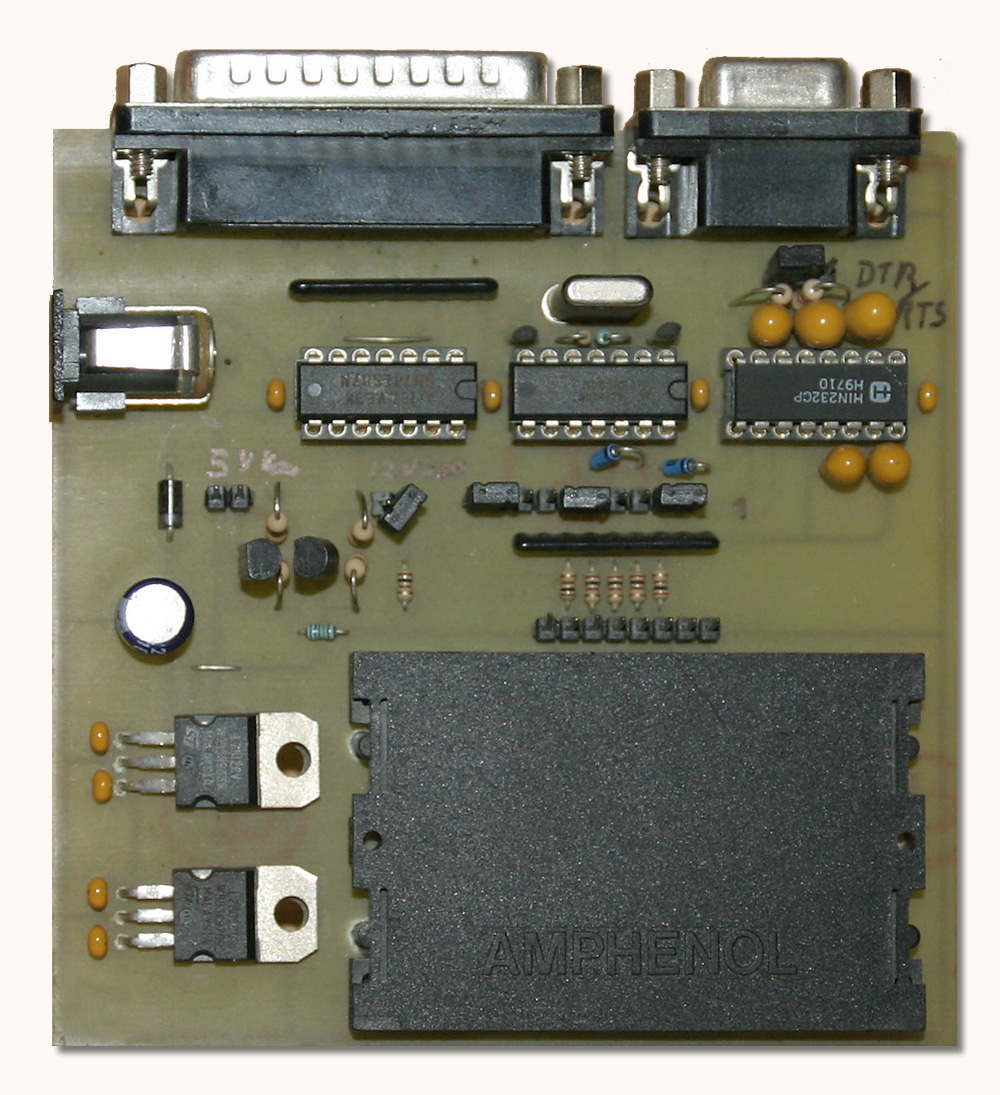
트론이 개발한 SIM 카드 리더

이후 그는 당시에는 미국에서 이론적으로만 논의되었던 GSM 이동 통신에 사용하는 SIM 카드 해킹을 발표했다. 카오스 컴퓨터 클럽의 다른 해커와 함께 복사된 SIM 카드를 시연했다.
그의 또 다른 개발품으로는 전화카드 시뮬레이터가 있다. 실제 공중 전화에서 사용할 수 있었기 때문에 편의시설부정이용으로 간주될 수 있었다. 원래 그의 목적은 암호화를 해제하는 것 뿐이었고 연구 결과를 상용화하지 않았으나, 범죄자들도 같은 방식을 개발했고 대량으로 오용되었다. 이 문제를 도이체 텔레콤에서 인지한 후 프로토콜이 변경되었다. 1995년 3월 3일 시뮬레이터 추가 개발에 사용할 목적으로 그의 친구와 함께 공중전화를 박살냈다. 그 결과 경찰에 체포되어 15개월 보호관찰을 선고받았다.

## 크립토폰
크립토폰(Cryptophon)은 트론의 졸업 논문("Realisierung einer Verschlüsselungstechnik für Daten im ISDN B-Kanal", ISDN B 채널에서의 데이터 암호화 구현)에서 제시한 비화기 내장 ISDN 전화기의 시제품의 이름이다. 개인이 저비용으로 직접 조립할 수 있음을 목표로 했다. 트론은 이 장치에 사용되는 마이크로프로세서에서 IDEA 암호화 알고리즘을 구현하는 소프트웨어를 개발했다. IDEA는 특허로 보호받았기 때문에 암호화 알고리즘은 도터보드에 구현되어 특허로 보호받지 않는 알고리즘으로 대체할 수 있도록 설계되었다. 전체 시스템과 주변 장치는 인텔 8051 프로세서로 제어된다. 암호화용으로는 모뎀에서 적출한 TI DSP를 사용했으며, 이는 적절한 가격으로 구할 수도 있었다. DSP의 처리 능력 부족으로 인해서 수신과 발신을 서로 다른 DSP로 처리했다. 그가 요절하면서 최종적으로 완성되지는 못했다.

## 사망
그가 26세였던 1998년 10월 17일에 실종되었고, 실종 5일 후 베를린 노이쾰른구 브리츠의 한 공원에서 목이 매달린 채 발견되었다. 베를린 검찰의 수사는 2001년 여름에 끝났고, 공식적인 사인은 자살이었다. 한편 카오스 컴퓨터 클럽의 일부 회원은 수사 과정에서 잘못된 점이 있었음을 주장했으나, 재수사를 위한 노력은 2003년 10월에 끝내 실패로 돌아갔다.
오늘날까지도 트론의 친구, 친척, CCC의 대표자들은 수사 결과를 신뢰하지 못하고 있다. 당시의 CCC 대변인이었던 안디 뮐러마군(Andy Müller-Maguhn)은 여러 발표와 기자 회견에서 트론의 사인은 정보기관이나 조직범죄 단체에 의한 살인이라고 주장했다. 트론의 부모 측 변호사는 유료 방송 해킹이나 음성 통화 비화 연구를 그의 살해 동기로 꼽았다.
안디 뮐러마군은 트론의 활동에 대한 지식이 있었고 베를린 검찰에 납치 혐의에 대한 조사를 요구했고 조사에도 참여했다. 조사 기간 동안 사건 기록에 접근할 수 있었던 유일한 기자이기도 했다. 트론의 부모와 변호인단의 요청에 의해서 검찰 수사기록에 대한 비평을 작성했다. 독일 형법 제353조d(금지된 법원심리의 전달) 위반 문제로 인하여 사건의 핵심 기록은 2001년 말 예비 조사가 끝난 후에야 공개될 수 있었다.
부르크하르트 슈뢰더(Burkhard Schröder)는 1999년 논픽션 도서 《트론: 해커의 죽음》(Tron – Tod eines Hackers)을 출판했다. 그는 트론이 실제로 자살했을 것이라는 가정 하에 책을 집필했기 때문에 카오스 컴퓨터 클럽의 일부와 트론의 부모가 문제를 제기했다. 이외에도 여러 음모론이 존재했기 때문에 여러 픽션의 소재로도 사용되었다.

## 이름 문제
부모의 요청으로 독일어권 매체에서는 트론의 실명을 보리스 F.(Boris F.)라고만 표기했다. 그러나 Computerwoche 1998년 12월호, 옵저버의 2002년 기사 등에서는 전체 성명이 공개되었다.
2005년 12월 14일 트론의 부모는 베를린 지방법원에서 위키미디어 재단을 상대로 재단의 웹 사이트에서 트론의 실명을 공개하는 것을 금지하는 명령을 얻었으며, 네덜란드와 독일 언론에도 보도되었다. 그러나 이 명령은 큰 효과가 없었다.

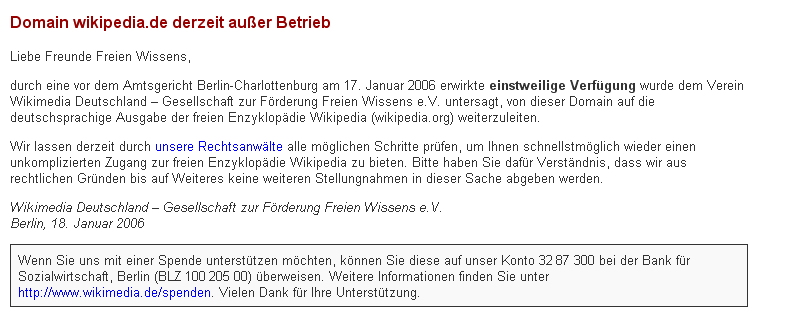
2006년 1월 19일 www.wikipedia.de

2006년 1월 17일 위키미디어 도이칠란트 e.V.를 대상으로 한 두 번째 금지 명령으로 de.wikipedia.org 사이트에서 실명을 언급하는 한 www.wikipedia.de 사이트가 연결될 수 없도록 했다. 1월 20일에 명령 집행이 중단되었고, 2월 9일 베를린 지방법원은 트론의 사후 인격권이 이름을 언급함으로 인해서 침해되지 않는다는 이유로 금지 명령을 해제했다.
카오스 컴퓨터 클럽의 이전 대변인인 안디 뮐러마군은 금지 명령 신청자의 견해를 지지했지만 클럽 자체는 금지 명령과 관계가 없었다. 이에 반대하는 언론 보도는 송출되지 않았다. ORF의 자료에 의하면 마군이 제시한 금지 명령의 진짜 이유는 얀 가스파르(Jan Gaspard)의 소설 《요한계시록 23장》(Offenbarung 23)이었다. 그 작품의 주인공 트론의 실명은 보리스 플로리치치였으며, 유가족이 이를 알게 된 후 성을 줄여 달라는 요청을 했으나 독일어 위키백과에 나와 있음을 들어서 이 요청을 거부했다.
베를린 지방법원의 언론법원(Pressekammer)에 부모가 제기한 항소도 기각되었다. 법정에서는 사건 기록에 따라서 추가 청문 없이 기각했다. 법원 결정에 의하면 트론의 사후 인격권, 부모의 일반적 인격권, 정보 자기 결정권이 침해받지 않는다고 판단했으며 이는 최종 결정이다.

## 같이 보기
- 해커 목록

## 참고 문헌
- Burkhard Schröder: Tron. Tod eines Hackers. Rowohlt-Taschenbuch-Verlag, Reinbek bei Hamburg 1999, ISBN 3-499-60857-X (Rororo 60857 rororo-Sachbuch).

## 참조
1. ↑  Kim Zetter: Rupert Murdoch Firm Goes on Trial for Alleged Tech Sabotage, auf ABC News, vom 21. April 2008 – Artikel, der sich unter anderem auch mit Tron beschäftigt
2. ↑  Aus der Ermittlungsakte dazu die Beschwerde von RA Kaleck an die Staatsanwaltschaft hier
3. ↑  Das und weitere Details wurden von ihm auf dem CC-Congress Ende 1998, im Beisein von Vertretern des LKA, Anwälten und Eltern, öffentlich vorgetragen
4. ↑  Diese Bewertung wurde als Teil der Ermittlungsakte Ende 2001 bei Tronland hier veröffentlicht
5. ↑  Die Relevanz des Paragraphen bezüglich der Dokumentenveröffentlichung, ganz besonders im Internet, ist dokumentiert in diesem Thread
6. ↑  Für das gesamte Verfahren bei tronland.org unter Dokumente. Für die Vorgänge am Anfang der Ermittlungen, siehe besonders Andys private Seite zu Tron
7. ↑  Beispiel: Volle Namensnennung in einem Artikel des Observer vom 11. August 2002
8. ↑  Pressemitteilung 04/2006 des Kammergerichts zum Urteil des Amtsgerichts Charlottenburg vom 9. Februar 2006 (Az. 218 C 1001/06). Volltext via JurPC.
9. ↑  Erklärung des Chaos Computer Clubs vom 13. Januar 2006
10. ↑  Bericht des ORF vom 19. Januar 2006
11. ↑  Beschluss vom 2. Mai 2006 (Az. 27 S 2/06). Siehe auch: Golem.de, Urteil: Wikipedia darf Tron weiter beim Namen nennen; Heise online, Landgericht Berlin weist Berufung gegen Wikipedia-Urteil zurück.